# Money for Nothing/Beverly Hillbillies*
Money for Nothing/Beverly Hillbillies* è un singolo di "Weird Al" Yankovic estratto dall'album UHF - Original Motion Picture Soundtrack and Other Stuff, pubblicato nel 1989 ed è la parodia di Money for Nothing dei Dire Straits.

## Significato
La canzone è un'ode alla sitcom americana degli anni sessanta e '70 The Beverly Hillbillies.

## Tracce
1. Money for Nothing/Beverly Hillbillies* – 3:10
2. Generic Blues – 4:35

## Il video
Il video non è altro che una scena del film UHF - I vidioti dove il protagonista George Newman ("Weird Al" Yankovic) si addormenta e sogna di suonare, insieme alla sua band, nello stesso video di Money for Nothing, ma cantando la sua canzone.
Nel video si vedono anche delle immagini tratte da The Beverly Hillbillies.
Il video è per metà animato e per metà con persone vere.